# Juraj Tarr
Pour les articles homonymes, voir Tarr (homonymie).
Juraj Tarr (18 février 1979 à Komárno) est un kayakiste slovaque pratiquant la course en ligne.

## Palmarès

### Jeux olympiques
- 2016 à Rio de Janeiro
  -  Médaille d'argent en K4 - 1 000 m
- 2008 à Pékin
  -  Médaille d'argent en K4 - 1 000 m

### Championnats du monde de course en ligne
- 2015 à Milan
  -  Médaille d'or en K4 1 000 m
- 2014 à Moscou
  -  Médaille d'or en K2 500 m
  -  Médaille d'or en K2 1 000 m
- 2009 à Dartmouth
  -  Médaille d'argent en K4 200 m
  -  Médaille de bronze en K4 1 000 m
- 2007 à Duisbourg
  -  Médaille d'or en K4 500 m
  -  Médaille de bronze en K4 1 000 m
- 2005 à Zagreb
  -  Médaille d'argent en K4 500 m

### Championnats d'Europe de course en ligne
- 2016 à Moscou
  -  Médaille d'or en K4 1 000 m
  -  Médaille d'argent en K4 500 m
- 2015 à Račice
  -  Médaille d'argent en K2 500 m
- 2014 à Brandebourg-sur-la-Havel
  -  Médaille de bronze en K2 1 000 m
- 2009 à Brandebourg-sur-la-Havel
  -  Médaille d'argent en K4 1 000 m
- 2008 à Milan
  -  Médaille d'or en K4 500 m
  -  Médaille d'or en K4 1 000 m
- 2007 à Pontevedra
  -  Médaille d'or en K4 500 m
  -  Médaille d'or en K4 1 000 m
- 2005 à Poznań
  -  Médaille d'argent en K4 500 m
- 2000 à Poznań
  -  Médaille d'argent en K4 500 m